# Eridantes
Eridantes Crosby & Bishop, 1933 è un genere di ragni appartenente alla famiglia Linyphiidae.

## Distribuzione
Le due specie oggi attribuite a questo genere sono state reperite negli Stati Uniti d'America e in Canada.

## Tassonomia
A dicembre 2011, si compone di due specie:
- Eridantes erigonoides (Emerton, 1882)[3] — USA
- Eridantes utibilis Crosby & Bishop, 1933 — USA, Canada